# Grammy Award alla miglior interpretazione strumentale solista (senza orchestra)
Il Grammy Award alla miglior interpretazione strumentale solista (senza orchestra) (Grammy Award for Best Instrumental Soloist Performance (without orchestra)) è stato assegnato dal 1959 al 2011. 
Dal 1967 al 1971 e nel 1987 il premio fu associato alla miglior interpretazione strumentale solista (con orchestra) e fu assegnato come Grammy Award alla miglior interpretazione classica strumentale: solista o solisti (con o senza orchestra).

## Storia
Il premio ha subito alcuni cambi di nome nel tempo:
- 1959: Best Classical Performance - Instrumentalist (other than concerto-scale accompaniment)
- 1960: Best Classical Performance - Concerto or Instrumental Soloist (other than full orchestral accompaniment)
- 1961: Best Classical Performance - Instrumental Soloist or Duo (other than with orchestral accompaniment)
- 1962-1964: Best Classical Performance - Instrumental Soloist or Duo (without orchestra)
- 1965: Best Performance - Instrumental Soloist or Soloists (without orchestra)
- 1966-1994: Best Classical Performance - Instrumental Soloist or Soloists (without orchestra)
- 1995 ad oggi: Best Instrumental Soloist Performance (without orchestra)

Il premio sarà interrotto dal 2012 causa revisione delle categorie stesse del Grammy. Dal 2012, questa categoria si fonderà con la categoria miglior interpretazione strumentale solista (con orchestra) per formare la nuova categoria miglior assolo strumentale di musica classica. Questo è fondamentalmente un ritorno alle categorie esistenti dal 1967 al 1971.
Gli anni si riferiscono agli anni in cui il Grammy Award è stato presentato per i lavori effettuati nell'anno precedente.

## Vincitori e candidati

### Anni 1950
- 1959
  - Andrés Segovia – Segovia Golden Jubilee
  - Wanda Landowska – Art of the Harpsichord
  - Nathan Milstein – Beethoven: Sonate per pianoforte n. 9 e 8
  - Vladimir Horowitz – Horowitz Plays Chopin
  - Marcel Grandjany – Music for the Harp

### Anni 1960
- 1960

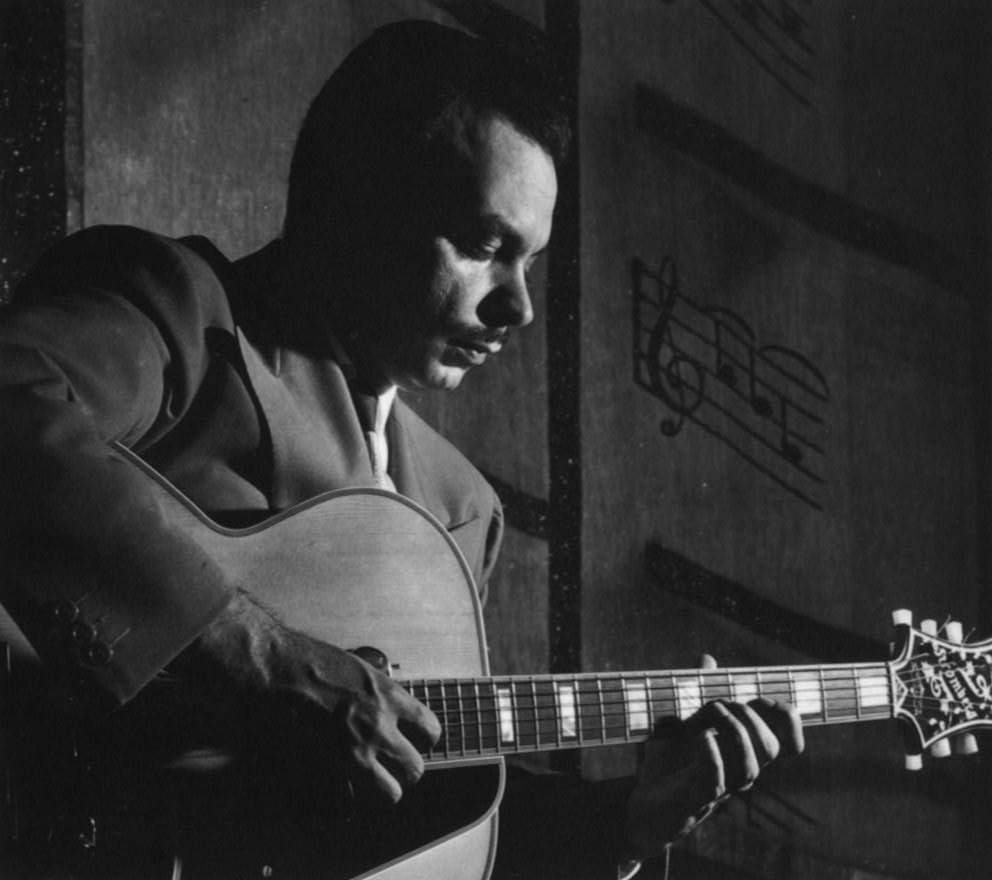
Laurindo Almeida ha vinto 2 volte in questa categoria.

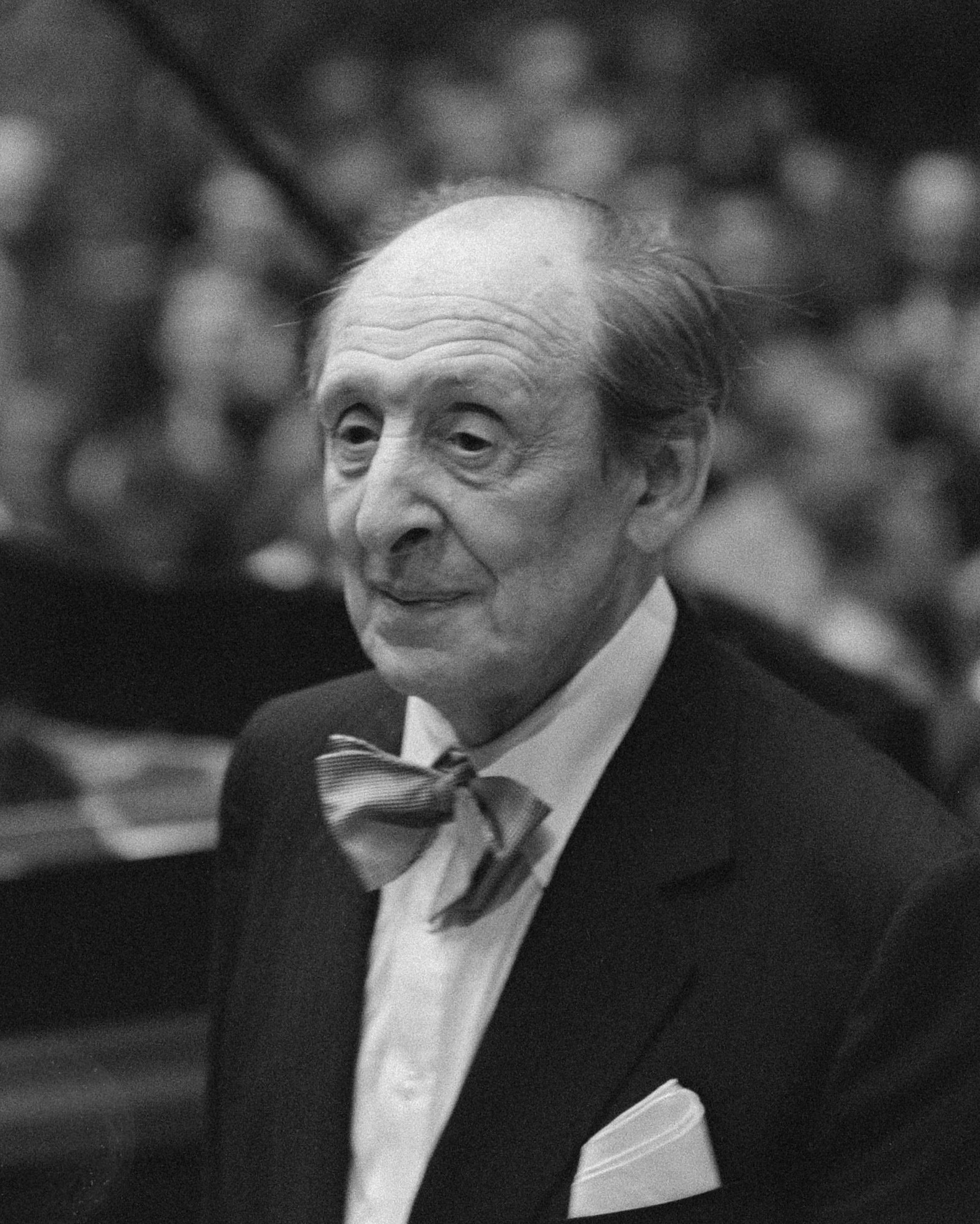
Vladimir Horowitz ha vinto consecutivamente 7 volte tra il 1963 e il 1974; in totale ha vinto 14 volte in questa categoria.

  - Arthur Rubinstein – Beethoven: Sonate per pianoforte n. 18 e 21
  - Nathan Milstein – 4 Italian Sonatas
  - Laurindo Almeida – Danzas
  - Leonard Pennario – Pennario Plays
  - Jaime Laredo – Presenting Jamie Laredo

- 1961
  - Laurindo Almeida – The Spanish Guitars of Laurindo Alemida
  - Jaime Laredo – Bach: Partita for Violin No. 3 in E Major, BWV 1006.1
  - Paul Maynard – Brahms: Keyboard Music of the French Court
  - Arthur Rubinstein – Chopin: Ballades
  - Julian Bream – The Art of Julian Bream
- 1962
  - Laurindo Almeida – Reverie for Spanish Guitar
  - Andrés Segovia – Bach: Suite No. 3 in D major, BWV 1068
  - Ruggiero Ricci – Bartók, Hindemith, Prokofiev: Solo Violin Sonatas
  - Svjatoslav Teofilovič Richter – Beethoven: Appassionata Sonata, Funeral March Sonata
  - Vladimir Horowitz – Homage to Liszt
- 1963
  - Vladimir Horowitz – Columbia Records Presents Vladimir Horowitz
  - Andrés Segovia – 5 Pieces From "Platero and I"
  - Joseph Szigeti – Bach: The 6 Sonatas and Partitas for Violin Unaccompanied
  - Glenn Gould – Bach: The Art of the Fugue Vol. 1
  - Svjatoslav Teofilovič Richter – Beethoven: Sonata per pianoforte n. 22
  - Robert e Gaby Casadesus – French Piano Music - Four Hands
  - Léon Goossens – The Art of Leon Goossens
- 1964
  - Vladimir Horowitz – The Sound of Horowitz
  - Glenn Gould – Bach: The 6 Partitas
  - Rudolf Serkin – Beethoven: 3 Favourite Sonatas (Sonata No. 8 (Pathétique), No. 14 (Moonlight), & No. 23 (Appassionata))
  - Andrés Segovia – Granada
  - Arthur Rubinstein – Schumann: Carnaval Fantasiestücke
- 1965
  - Vladimir Horowitz – Vladimir Horowitz Plays Beethoven, Debussy, Chopin
  - Arthur Rubinstein – A French Program (Ravel, Poulenc, Fauré, Chabrier)
  - Glenn Gould – Bach: Two and Three Part Inventions
  - Igor Kipnis – French Baroque Music for Harpsichord
  - Julian Bream – Popular Classics for Spanish Guitar
  - Svjatoslav Teofilovič Richter – Richter Plays Schubert
- 1966
  - Vladimir Horowitz – Horowitz at Carnegie Hall - An Historic Return
  - Raymond Lewenthal – Alkan: Piano Music
  - Glenn Gould – Bach: The Well-Tempered Clavier, Book 1, Vol. 3 (17-24)
  - Vladimir Davidovič Aškenazi – Chopin Ballades (1-4)
  - Arthur Rubinstein – Chopin: 8 Polonaises and 4 Impromptus
  - Julian Bream – Julian Bream in Concert

### Anni 1970
- 1972
  - Vladimir Horowitz – Horowitz Plays Rachmaninoff (Etudes-Tableaux Piano Music; Sonatas)
- 1973
  - Vladimir Horowitz – Horowitz Plays Chopin
- 1974
  - Vladimir Horowitz – Horowitz Plays Scriabin
- 1975
  - Alicia de Larrocha – Albéniz: Iberia
- 1976
  - Nathan Milstein – Bach: Sonate and partite per violino solo
- 1977
  - Vladimir Horowitz – Horowitz Concerts 1975/76
- 1978
  - Arthur Rubinstein – Beethoven: Sonata per pianoforte n. 18 op. 31 e Schumann: Fantasiestücke, Op. 12
- 1979
  - Vladimir Horowitz – The Horowitz Concerts 1977/78

### Anni 1980
- 1980

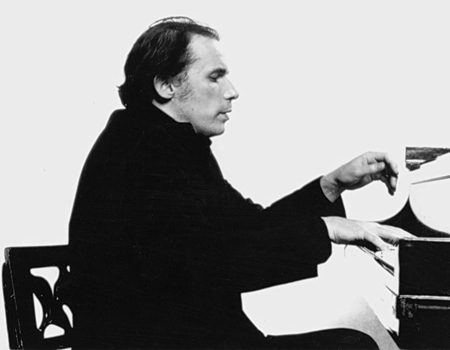
Glenn Gould ha vinto 2 volte in questa categoria.

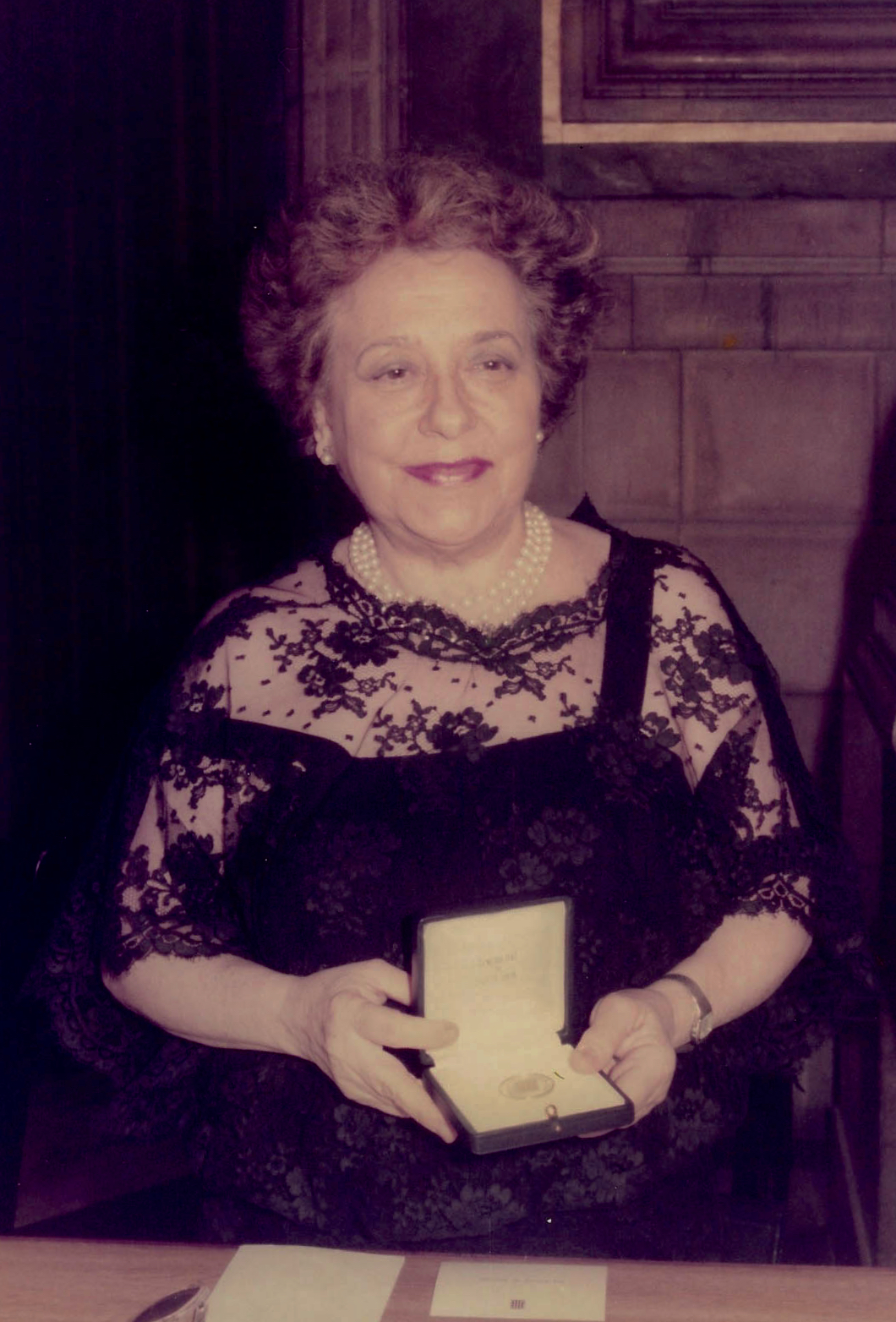
Alicia de Larrocha ha vinto 3 volte in questa categoria.

  - Vladimir Horowitz – The Horowitz Concerts 1978/79
  - Rosalyn Tureck – Bach: Goldberg Variations
  - Glenn Gould – Bach: Toccatas, Vol. 1
  - Maurizio Pollini – Boulez: Sonata for Piano No. 2
  - Paul Jacobs – Debussy: Images, Books 1 and 2
  - Arthur Rubinstein – Franck: Prelude Chorale and Fugue for Piano; Bach-Busoni; Chaconne; Mozart; Rondo in A minor
  - Ursula Oppens – Rzewski: The People United Will Never be Defeated
  - Igor Kipnis – Scarlatti: Sonatas (12)
  - Julian Bream – Villa-Lobos: Etudes and Suite Populaire Brasilienne
- 1981
  - Itzhak Perlman – The Spanish Album
  - Glenn Gould – Bach: Toccatas, Vol. 2
  - Rudolf Serkin – Brahms: Variations and Fugue on a Theme by Handel
  - Leo Smit – Copland: The Complete Music for Piano Solo
  - Joshua Rifkin – Digital Ragtime, Music of Scott Joplin
  - Ruth Laredo – Rachmaninoff: Music for Piano, Vol. 7 (Sonatas Nos. 1 and 2)
- 1982
  - Vladimir Horowitz – The Horowitz Concerts 1979/80
  - Arthur Rubinstein – Arthur Rubinstein, Schumann, Ravel, Debussy, Albeniz
  - Murray Perahia – Bartók: Sonata for Piano; Improvisation on Hungarian Peasant Songs; Suite
  - Itzhak Perlman – Itzhak Perlman Plays Fritz Kreisler, Album 3
  - Pinchas Zukerman – Virtuoso Violin
- 1983
  - Glenn Gould – Bach: Variazioni Goldberg
  - Ruth Laredo – Barber: Sonata for Piano, Op. 26; Souvenirs, Op. 28; Nocturne, Op. 33
  - Alicia de Larrocha – Granados: Danzas Españolas
  - Isao Tomita – Grofe-Tomita: Grand Canyon Suite; Anderson-Tomita: Syncopated Clock
  - Vladimir Horowitz – Horowitz at the Met (Scarlatti, Chopin, Liszt, Rachmaninoff)
  - Emanuel Ax – Schumann: Humoreske, Op. 20, Fantasiestücke, Op. 12
  - Ronald Smith – The Alkan Project (Etudes, Op. 39, in All the Minor Keys)

- 1984
  - Glenn Gould – Beethoven: Sonate per pianoforte n. 12 e 13
  - Ėmil' Grigor'evič Gilel's – Beethoven: Piano Sonatas Piano Sonata No. 15 in D Major, Op. 28 (Pastoral) and No. 3 in C Major, Op. 2
  - Vladimir Horowitz – Horowitz in London
  - Shlomo Mintz – Paganini: Caprices (24)
  - Ivo Pogorelić – Ravel: Gaspard de la Nuit; Prokofiev: Piano Sonata No. 6 in A Major, Op. 82
- 1985
  - Yo-Yo Ma – Bach: Suite per violoncello solo
  - Ėmil' Grigor'evič Gilel's – Beethoven: Piano Sonata No. 29 in B Flat Major, Op. 06 (Hammerklavier)
  - Julian Bream – Music of Spain, Vol. 7: A Celebration of Andrés Segovia
  - Glenn Gould – R. Strauss: Glenn Gould Plays Strauss (Sonata; 5 Pieces, Op. 3)
  - Alicia de Larrocha – Schubert: Piano Sonata in B Flat Major, D. 960
- 1986
  - Vladimir Davidovič Aškenazi – Ravel: Gaspard de la nuit; Pavane pour une infante défunte; Valses nobles et sentimentales
  - Claudio Arrau – Chopin: 4 Scherzos; Polonaise-Fantaisie, Op. 61
  - François-René Duchâble – Chopin: Piano Sonata No. 2 in B Flat Major and No. 3 in B Minor
  - Michael Tilson Thomas – Gershwin: Preludes for Piano; Short Story; Violin Piece for Lily Pons; Sleepless Night; Promenade
  - Julian Bream – Guitarra: The Guitar in Spain
- 1988
  - Vladimir Horowitz – Horowitz in Moscow
  - András Schiff – Bach: The Well-Tempered Clavier, Book II
  - Murray Perahia – Beethoven: Piano Sonatas No. 17 and No. 26, Op. 81A
  - Itzhak Perlman – My Favourite Kreisler
  - Peter Serkin – Stravinsky; Wolpe; Lieberson
- 1989
  - Alicia de Larrocha – Albéniz: Iberia, Navarra, Suite Espagnola  
  - Keith Jarrett – Bach: The Well-Tempered Clavier, Book I
  - Alfred Brendel – Liszt: Années de pèlerinage, Second Year: Italy
  - Vladimir Horowitz – Mozart: Piano Sonata No. 13 in B Flat Major, K. 333
  - Maurizio Pollini – Schubert: The Late Piano Sonatas (D. 958, 959, 960); 3 Piano Pieces, D. 946; Allegretto, D. 915

### Anni 1990
- 1990
  - András Schiff – Bach: Suite inglesi
- 1991
  - Vladimir Horowitz – The Last Recording
- 1992
  - Alicia de Larrocha – Granados: Goyescas; Allegro de Concierto; Danza Lenta
- 1993
  - Vladimir Horowitz – Horowitz - Discovered Treasures (Chopin, Liszt, Scarlatti, Scriabin, Clementi)
- 1994
  - John Browning – Barber: The Complete Solo Piano Music
- 1995
  - Emanuel Ax – Haydn: Sonate per pianoforte, n. 32, 47, 53, 59
- 1996
  - Radu Lupu – Schubert: Sonate per pianoforte (Si bemolle maggiore and La maggiore)

- 1997
  - Earl Wild – The Romantic Master - Works of Saint-Saëns, Handel
- 1998
  - János Starker – Bach: Suite per violoncello solo n. 1 - 6
- 1999
  - Murray Perahia – Bach: Suite inglesi n. 1, 3 e 6

### Anni 2000
- 2000

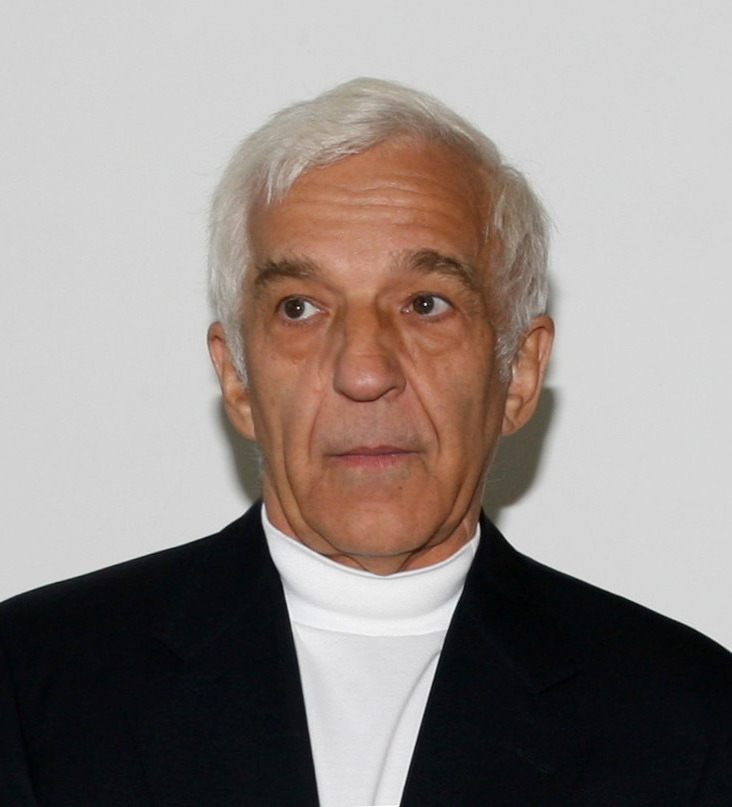
Vladimir Davidovič Aškenazi ha vinto 2 volte in questa categoria.

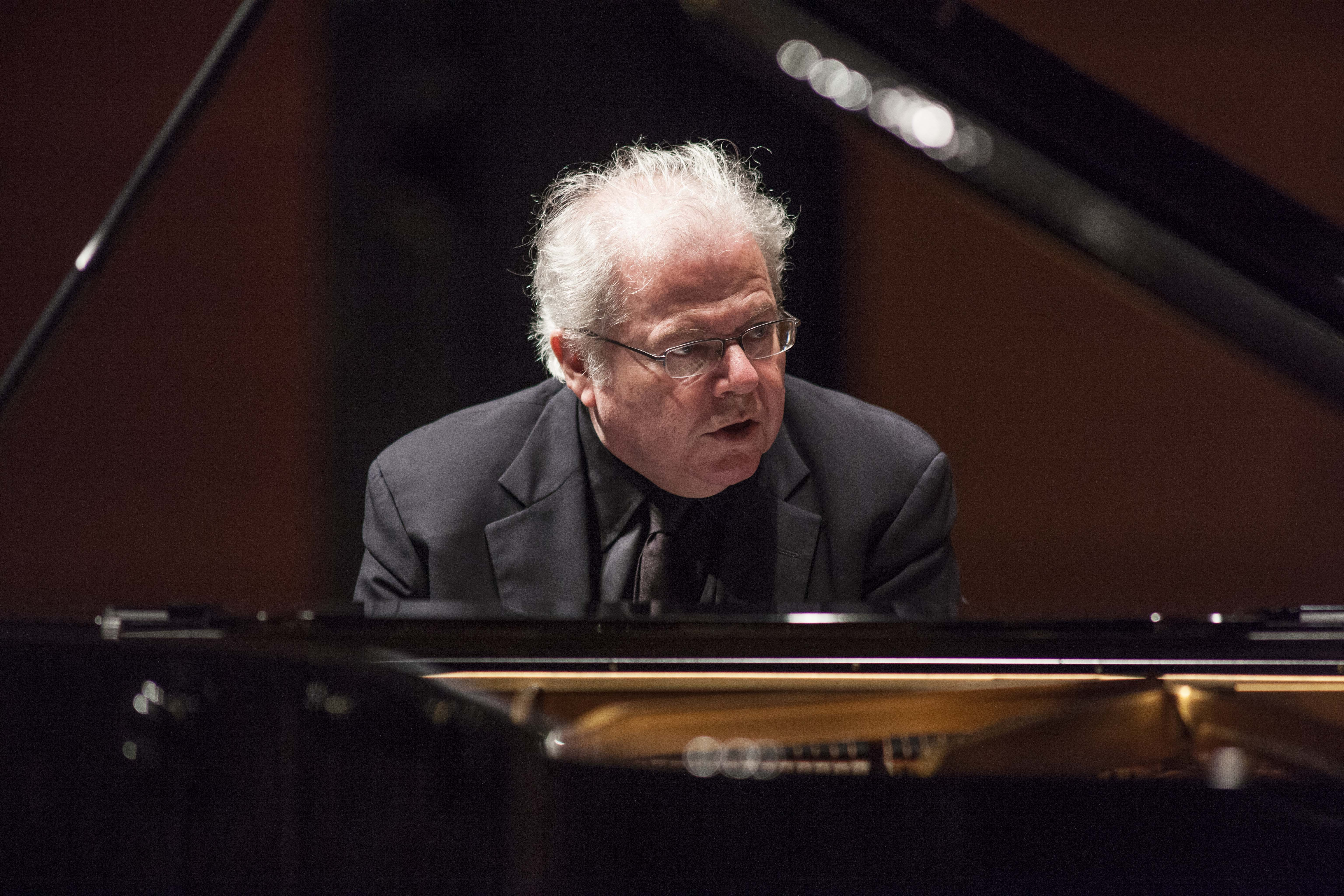
Emanuel Ax ha vinto 2 volte in questa categoria.

  - Vladimir Davidovič Aškenazi – Shostakovich: Ventiquattro preludi e fughe op. 87
  - Evgenij Igorevič Kisin – Chopin: The Four Ballades; Berceuse, Op. 57; Scherzo No. 4, Op. 54
  - Eteri Andjaparidze – Confrey: Piano Music (Kitten on the Keys; African Suite; Moods of a New Yorker, etc.)
  - Marc-André Hamelin – Rzewski: The People United Will Never be Defeated; Down by the Riverside; Winnsboro Cotton Mill Blues
  - Vladimir Davidovič Aškenazi – Shostakovich: 24 Preludes & Fugues, Op. 87

- 2001
  - Tobias Lehmann (produttore), Jens Schünemann (tecnico del suono) e Sharon Isbin – Dreams of a World (Works of Lauro, Ruiz-Pipo, Duarte, ecc.)
- 2002
  - Arne Akselberg (produttore e tecnico del suono) e Truls Mørk (produttore e solista) – Benjamin Britten Suite per violoncello (1 - 3)
- 2003
  - Andreas Neubronner (produttore e tecnico del suono) e Murray Perahia – Chopin: Études, op. 10 e op. 25
- 2004
  - Emanuel Ax – Haydn: Sonate per pianoforte n. 29, 31, 34, 35 e 49
  - András Schiff – Bach: The Goldberg Variations
  - Piotr Anderszewski – Bach: Partitas 1, 3 & 6
  - Petronel Malan – Transfigured Bach: The Bach Piano Transcriptions of Bartók, Lipatti & Friedman
  - Evgenij Igorevič Kisin – Brahms: Sonata in F Minor; Intermezzo in A Minor, etc.
- 2005
  - David Russell – Aire Latino (Morel, Villa-Lobos, Ponce, ecc.)
  - Pierre-Laurent Aimard – Debussy: Images; Études
  - Michail Pletnëv – Pletnev Plays Schumann (Études Symphoniques, Op. 13; Arabeske, Op. 18
  - Vladimir Davidovič Aškenazi – Shostakovich: Piano Works (Piano Sonata No. 2, Op. 61; Five Preludes; Nocturne, etc.)
  - Thomas Zehetmair – Ysaÿe: Sonatas for Violin Solo, Op. 27
- 2006
  - Evgenij Igorevič Kisin – Scriabin, Medtner, Stravinsky
  - Nelson Freire – Chopin: Études, Op. 10; Barcarolle, Op. 60; Sonata No. 2
  - Sarah Schuster Ericsson – Night Breeze - Harp Music of Carlos Salzedo
  - Piotr Anderszewski – Szymanowski: Piano Sonata No. 3, Métopes, Masques
  - Maxim Vengerov – Vengerov: Kreisler, Sarasate, Paganini, Wieniawski
- 2007
  - Maurizio Pollini – Chopin: Notturni
  - Gidon Kremer – Bach: The Sonatas and Partitas for Violin Solo
  - Paul O'Dette – Daniel Bacheler: The Bachelar's Delight
  - András Schiff – Beethoven: The Piano Sonatas, Vol. II
  - Roberto Díaz – Primrose: Viola Transriptions
- 2008
  - Garrick Ohlsson – Beethoven: Sonate, Vol.3
  - Marc-André Hamelin – Haydn: Piano Sonatas
  - Kenneth Boulton – Louisiana - A Pianist's Journey
  - Manuel Barrueco – Solo Piazolla
  - Allison Brewster Franzetti – 20th Century Piano Sonatas
- 2009
  - Gloria Cheng – Stucky, Lutosławski
  - Marc-André Hamelin – In a State of Jazz
  - Wei Li – Red Cliff Capriccio
  - Cameron Carpenter – Revolutionary
  - Joan Jeanrenaud – Strange Toys

### Anni 2010
- 2010
  - Sharon Isbin – Journey to the New World
  - Caroline Goulding – Caroline Goulding
  - Maria João Pires – Chopin
  - Ursula Oppens – Oppens Plays Carter
  - Yuja Wang – Sonatas & Études
- 2011
  - Paul Jacobs – Messiaen: Livre Du Saint-Sacrement
  - Nelson Freire – Chopin: The Nocturnes
  - Marc-André Hamelin – Hamelin: Études
  - Julia Fischer – Paganini: 24 Caprices
  - Sarah Schuster Ericsson – 20th Century Harp Sonatas